# ALLEGRO
ALLEGRO — наземный криогенный резонансный детектор гравитационных волн. Работал под управлением Варрена Джонсона и других учёных из Университета штата Луизиана в Батон-Руже, Луизиана с начала 1990-х по 2008 год.

## Конструкция
Резонансная масса ALLEGRO состояла из алюминиевого сплава весом 2,3 т и имела 3 м длины. Болванка была подвешена в криогенно-вакуумной камере и находилась при температуре кипения жидкого гелия, 4,2 К. Частота резонанса была близка к 904 Гц.
Напряжения, возникавшие в детекторе, измерялись с помощью второй, много более лёгкой массы, соединённой с главной тяжелой болванкой так, чтобы получить механический трансформатор той же частоты. В результате небольшие движения главной массы генерируют гораздо большие по амплитуде колебания меньшей массы. Разность смещений двух масс обнаруживалась индуктивным преобразователем и СКВИДом.

## Сотрудничество с LIGO
Благодаря близости к ливингстонскому детектору LIGO (одному из трёх в массиве лазерно-интерферометрических детекторов), результаты измерений ALLEGRO использовались в четвёртом запуске LIGO.